# トヨタ・タコマ
タコマ（TACOMA）はトヨタ自動車が北米で製造・販売するピックアップトラックである。

## 概要
元々ハイラックスの北米仕様で、1995年にタコマとして登場して以来年間販売台数が10万台を下回ったことが無い、北米におけるトヨタの稼ぎ頭のひとつである。
大半のグレードにV6ガソリンエンジンが設定される一方、ディーゼルエンジンは無い。装備を抑えた実用仕様から、スーパーチャージャーを搭載したスポーツモデルまであり、北米市場の嗜好に合わせたものとなっている。2ドア2人乗りのレギュラーキャブ、観音開き4ドアのアクセスキャブ（4人乗りでありながら後席は補助席程度）、4ドアのダブルキャブ、スポーツタイプのSランナー（初代）・Xランナー（2代目）がある。西海岸ではオプションのFRP製トノカバーを装着してサーフボードを積載する車両も多い。
同じく北米向けピックアップトラックのトヨタ・タンドラ同様、リアエンブレムにトヨタマークが使われておらず、「TOYOTA」のアルファベットが入る。トヨタ・トラック（ハイラックス）時代は日野自動車羽村工場で製造されていたが、タコマからはアメリカのNUMMIも加わった後、全てがNUMMI製に切り替えられた。NUMMIが閉鎖された後は、テキサス州サンアントニオ（Toyota Motor Manufacturing, Texas, Inc.）、メキシコ・バハカリフォルニア州ティファナ（Toyota Motor Manufacturing de Baja California）及びグアナフアト州アパセオ・エル・グランデ（Toyota Motor Manufacturing de Guanajuato）の工場で生産されている。
日本では正規販売されていないが、少数が並行輸入されている。海外専売車の中ではトヨタ・シエナ、トヨタ・タンドラ、トヨタ・4ランナー、トヨタ・FJクルーザーに並んで人気車種となっている。

## 初代 N140/150/160/170/190型（1995年 - 2004年）

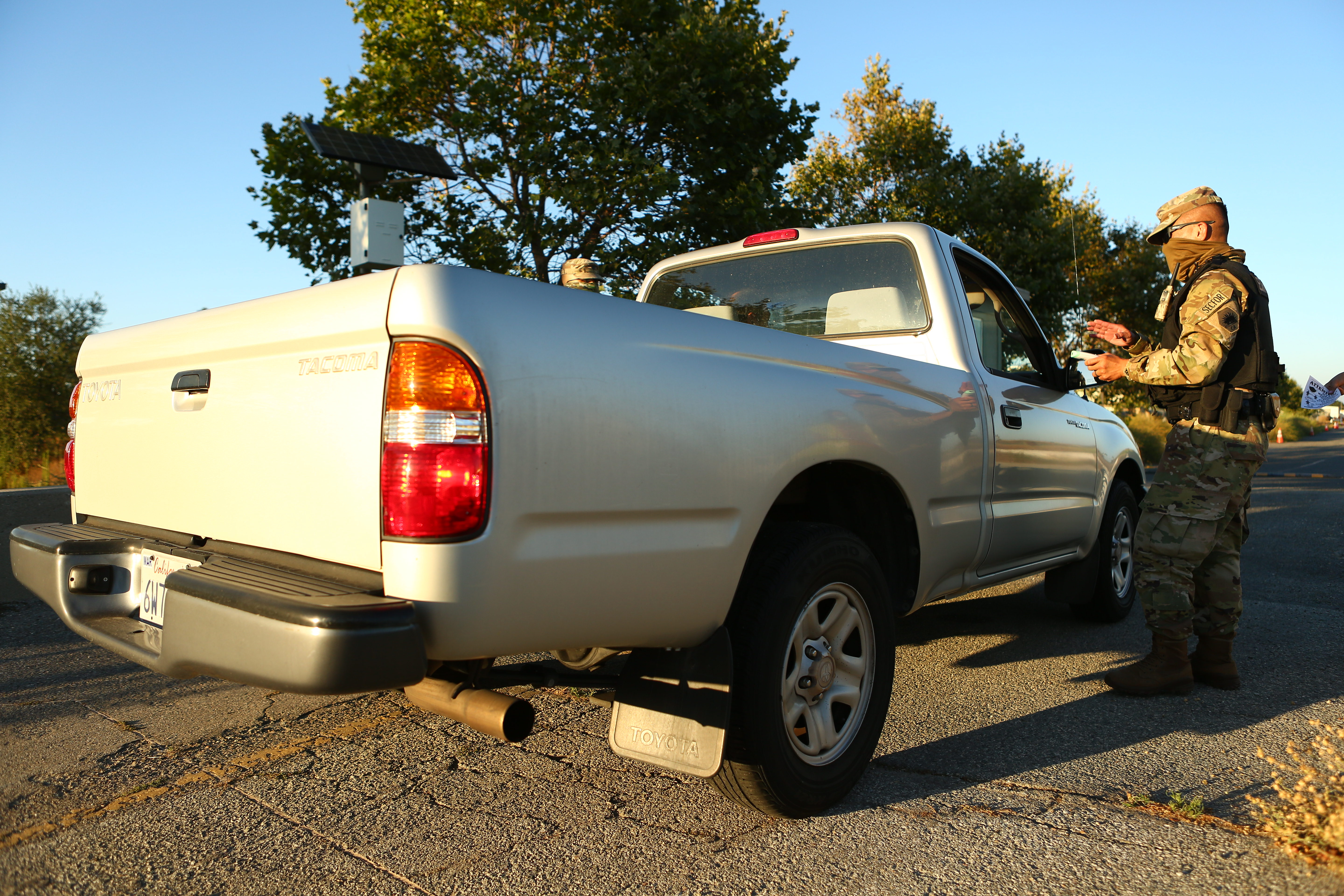
リヤビュー

1995年2月、トヨタ・ピックアップ（北米市場でハイラックスに使われた名称）の後継車として登場し、同年3月に発売された。ハイラックスと比較すると、タコマは頑丈さや積載量よりも、乗り心地、ハンドリング、快適性、安全性を優先した設計となっている。この設計は、ピックアップトラックが商用、農業、オフロード目的ではなく、個人用車両として使用される米国およびカナダ市場のニーズにより適した造りとしている。

### 開発
1988年後半に5代目となるトヨタ・ピックアップを発売して間もなく、1989年に開発が始まり、1994年に完成した。デザイン作業は1990年から1992年までカリフォルニア州のCALTYデザインリサーチで行われた後、1991年の秋にケビン・ハンターのエクステリアデザイン提案が選ばれ、1992年に生産のために凍結された。プロダクションデザインの特許は1993年4月に日本で、1993年10月28日に米国で出願された。

### パワートレイン
タコマには3つのエンジンが用意されていた。
| エンジン | エンジン型式 | タイプ | 最高出力              | 最大トルク        | 2WD | 4WD | Consumption                      |
| -------- | ------------ | ------ | --------------------- | ----------------- | --- | --- | -------------------------------- |
| 2.4 L    | 2RZ-FE       | 直4    | 142 hp 144 PS; 106 kW | 160 lb⋅ft 217 N⋅m | Yes | No  | 26 mpg‑US 9.0 L/100km            |
| 2.7 L    | 3RZ-FE       | 直4    | 150 hp 152 PS; 112 kW | 177 lb⋅ft 240 N⋅m | Yes | Yes | 20 mpg‑US 12 L/100km; 24 mpg‑imp |
| 3.4 L    | 5VZ-FE       | V6     | 190 hp 193 PS; 142 kW | 220 lb⋅ft 298 N⋅m | Yes | Yes | 21 mpg‑US 11 L/100km; 25 mpg‑imp |

注釈
1. 1 2  EPAハイウェイサイクル、2WD
2. ↑  EPAハイウェイサイクル、4WD

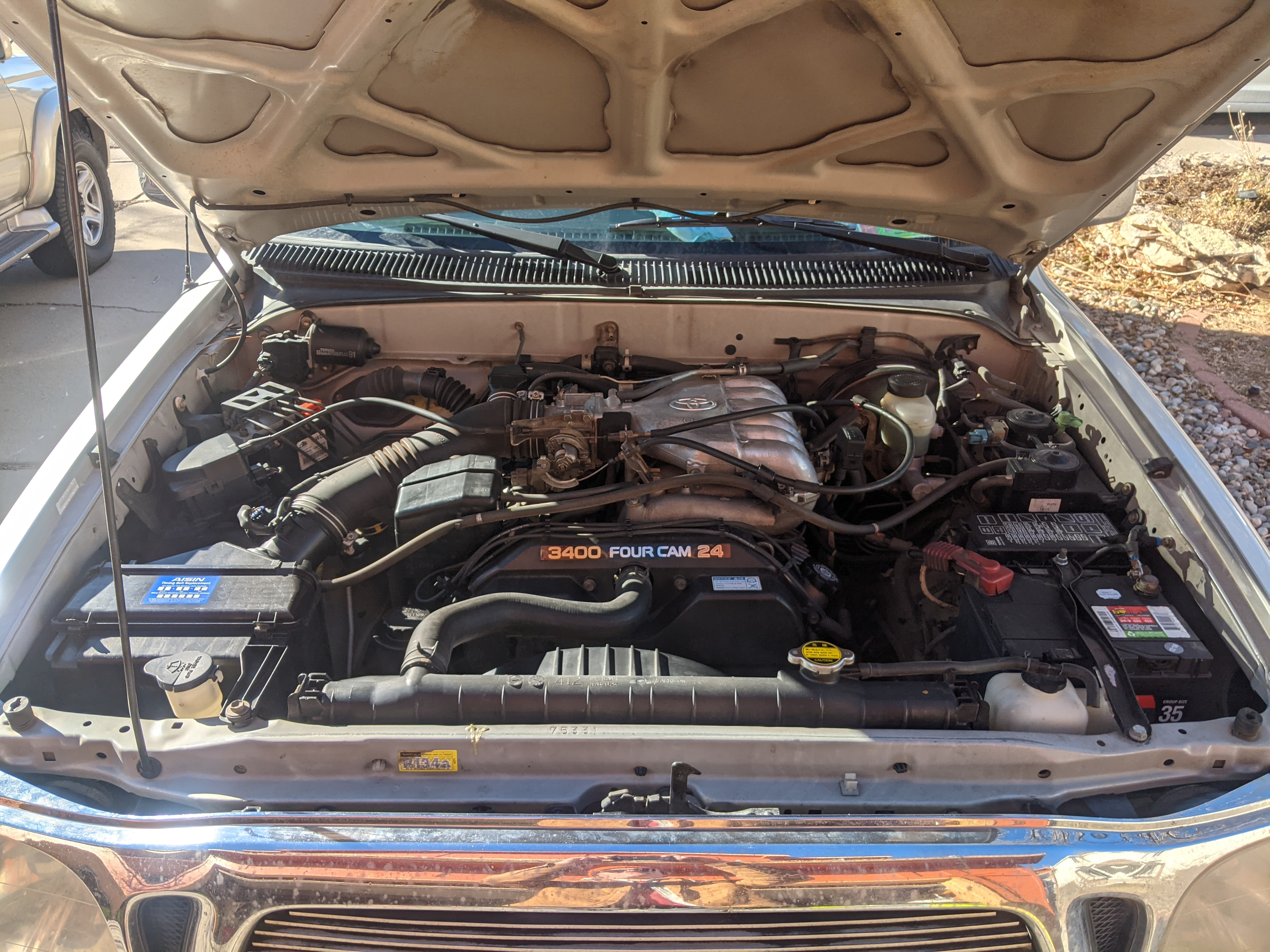
搭載された5VZ-FEエンジン

2WDのタコマ（PreRunnerを除く）は、5スタッドのホイールラグパターンと2.4リッターまたは3.4リッターのエンジンを搭載していた。4WDとPreRunnerには6スタッドのホイールラグパターンがあり、2.7Lまたは3.4Lエンジンが用意されていた。当初、2.4リッターは2WD車（レギュラーとエクストラキャブの両方）に限定されていたが、4WDモデルの標準エンジンである2.7リッターと、大型トラックのT100と共有する3.4リッターV6は、2WD（エクストラキャブのみ）と4WD（レギュラーとエクストラキャブ）のオプションであった。最上位のSR5トリムは、4WDのエクストラキャブV6に用意されていた。1997年以降、3.4L V6は、2.4Lまたは2.7L 直列4気筒エンジンのみのレギュラーキャブモデルのオプションから外された。
3.4リッターV6には、アフターマーケットのTRDスーパーチャージャーキットが用意され、最高出力は254 hp (258 PS; 189 kW)、最高出力は270 lb⋅ft (366 N⋅m)に向上した。V6スーパーチャージャーキットは1997年以降のモデルで設定されたが、初期のECUには制限があった。交換用のECUを含む7番目の燃料噴射装置を追加するキットが利用可能であり、パフォーマンスをさらに262 hp (195 kW)と279 lb⋅ft (378 N⋅m)へと向上させた。また、4気筒エンジン（2.4Lと2.7L）用のTRDスーパーチャージャーキットも用意された。
トランスミッションは当初全車5速フロアMTが標準であり、4WDのV6レギュラーキャブを除き、オプションで4速フロア/コラムATが設定される。PreRunner（1998年-2004年モデル）とダブルキャブ（2001年-2004年モデル）は、初代からATのみの設定であった。3.4L V6には、R150Fマニュアルまたはアイシン製A340F（4WD）またはA340E（2WD）オートマチックが組み合わされる。A340Fのコードは30-40LEである。
初代タコマは、後輪側リーフスプリング取り付けブラケットの直後までフルボックスフレーム（メインフレームレールの断面が閉じた長方形である造り）であり、そこでフレームはC型断面に移行する。1998年にはTRDオフロードパッケージが導入された。このパッケージはロッキングリアディファレンシャルを追加し、3.4L V6を搭載したPreRunnerと4WDモデルのみに設定された。2003年モデルでは、タコマの全モデルにABSが標準装備された。

### 改良
初代タコマは、1996年10月に最初のマイナーチェンジが行われ、2WDモデルでは埋め込み式シールドビームヘッドランプからフラッシュデザインに変更された。その後、1997年7月と2000年10月にもフェイスリフトが行われた。最も顕著な変更点はフロントグリル（1998年モデルと2001年モデルの両方で変更）とテールゲートバッジとエンブレム（最初のフェイスリフト、1998年モデル）である。1998モデルのフェイスリフトには、2WDモデルと4WDモデルで異なるグリルが採用され、2WDモデルはグリルを分割する水平バーが特徴的である。2000年モデルにステップサイドベッドがオプション追加された。
外観の変化、1995年から2004年まで
- 1995–1997 タコマ エクストラキャブ 2WD
（シールドビームヘッドランプ）
- 1995–1997 タコマ4WD
（シールドビームヘッドランプ）
- 1998–2000 タコマ エクストラキャブ 2WD
（フラッシュヘッドランプ、最初に更新されたグリル）
- 1998–2000 タコマ エクストラキャブ 4WD
（フラッシュヘッドランプ、最初に更新されたグリル）
- 2001–2004 タコマ レギュラー キャブ
（2番目に更新されたグリル、テクスチャーテールライトレンズ）
- 1995–1997 後方、シェル装着
（テールゲート中央に大型の「TOYOTA」ロゴ）
- 1998–2000 後方、トノカバー装着
（左上隅に小さな「TOYOTA」ロゴ、滑らかなテールライトレンズ付き）

### バリエーション
1995年1⁄2 モデルとして導入されたとき、4WDと2WDモデルはフロントグリルによって外見上の区別ができた。4WDモデルは、台形の開口部に隣接する2本の重いクロームバーが上部に向かって先細りになり、2WDモデルは細いバー（オプションでクローム）があり、台形は下辺のほうが短い形状となっている。通常のキャブと拡張されたエクストラキャブはどちらも同じベッドを共有し、内部の長さは74.5インチ (1,892 mm)である。エクストラキャブのホイールベースと全長は、通常のキャブと比較して約18.5インチ (470 mm)延長されている。
PreRunnerモデルは1998年モデルに導入された。PreRunnerは、4WDと同じ背の高いサスペンション、6ラグホイールボルトパターン、2.7Lベースエンジンを共有する2WDである。4WDモデルに加えて、1998年に導入されたロッキングリアディファレンシャルを含むTRDオフロードパッケージも用意された。レギュラーキャブのPreRunnerは1999年に導入された。
ダブルキャブ（4ドア）モデルは1998年までに2001年モデルチェンジの一環として設計され（1998年9月22日、日本の特許庁にて第0890798号で意匠登録）、2000年10月に新しくラインナップに追加された。ダブルキャブにはトキコ製ガスショックが採用されたが、エクステンデッドキャブは従来通り2ドアで、ビルシュタイン製ショックが採用された。エクステンデッドキャブは6フィート (1.8 m)のベッドを備え、クルーキャブは5フート5インチ (1.65 m)のベッドを備えていた。多くの顧客はダブルキャブのベッドが小容量であることに不満を抱いていたが、ほとんどの競合他社においてもこの欠点は共通の課題であった。
2000年10月には、フロントのフェイスリフトとともに、3.4L V6エンジンと5速MTを組み合わせた2WD エクストラキャブのS-Runnerトリムパッケージも発表した。最終駆動比は3.15:1となっている。見た目はモノクロ仕上げで、グリルやその他のトリムピースはブラックサンドパールまたはラディアントレッドのいずれかでエクステリアに合わせて色付けされた。16インチ (406 mm)の合金ホイールにロープロファイルのP235/55R16タイヤを使用することで、全高は約1インチ (25 mm)下げられる。追加のサスペンションチューニングには、トキコ製ガスショックとフロントとリアのアンチロールバーが含まれる。S-Runnerは2000年9月から2004年8月まで毎月800台しか生産されなかった。
キャブとトリムのバリエーション
- レギュラーキャブ、2WD
- エクストラキャブSR5とTRDオフロードパッケージ
- ダブルキャブSR5

### 販売とリコール
| MY   | 台数    |
| ---- | ------- |
| 1995 | 88,967  |
| 1996 | 141,094 |
| 1997 | 138,558 |
| 1998 | 152,770 |
| 1999 | 155,476 |
| 2000 | 147,295 |
| 2001 | 161,983 |
| 2002 | 151,960 |
| 2003 | 154,154 |
| 2004 | 152,932 |

2008年、トヨタは80万台以上のタコマに影響を与える不十分な防錆とフレーム腐食の問題により、1995年から2000年モデルに対して15年間の走行距離無制限の腐食保証を積極的に発表した。トヨタはフレームを修理するか、KBB小売価格の1.5倍でトラックを買い戻す。適用範囲は後に2001年から2004年モデルにも拡大されたが、フレームが穴が開くほど錆びていることが判明した場合、フレームは買い戻しではなく新品と交換される。フルボックスフレームの排水が不十分だったために湿気がこもり、腐食につながった可能性が疑われている。2代目タコマは、代わりにオープンCセクションレールのフレームに移行した。
トヨタは2012年11月21日、主に寒冷地の米国20州で販売された2001年から2004年モデルのタコマを約15万台リコールした。リコールにはスペアタイヤとそれがどのように脱落するかが含まれている。

## 2代目 N220/240/250/260/270型（2004年 - 2016年）
2004年に2005年モデルとして登場した。大型で威圧的なフロントグリルとヘッドランプが与えられた。この意匠は2006年11月から販売が開始されたタンドラにも受け継がれており、北米トヨタのピックアップの共通イメージとなった。
エンジンは2.7L 直列4気筒の2TR-FE型と4.0L V型6気筒の1GR-FE型が設定され、フロア5/6速MT、またはフロア4/5速ATと組み合わされる。
スポーティーなイメージリーダーとして「Xランナー」が設定された。これは1GR-FE型に6速MTが組み合わされ、18インチタイヤ、LSD、エアロパーツなどを装備。さらにTRD製のスーパーチャージャーも選択でき、これを装備した場合は300psを発揮する。
2008年秋からは、フェイスリフトを受けた2009年モデルが発売されている。ヘッドランプユニットの意匠が変更され、リアコンビランプは、クロームのベースにLEDを用いた円形となった。リアコンビランプへのLEDの採用は、北米トヨタのピックアップトラックとしては初であり、トヨタブランドの北米向け車種全体でもLEDの採用例は少数である。

## 3代目 N300型（2016年 - 2023年）
2015年9月の北米デトロイトモーターショーでワールドプレミアされた。4ランナーSUV（ハイラックスサーフ）とタンドラの意匠を取り入れた攻撃的な外観が注目を集め、好況も手伝って売り上げを大幅に伸ばした。
ボディはアクセスキャブとダブルキャブの2種類がある。エンジンは従来の2TR-FE型（2.7リッター直4）に加え、筒内直噴とポート噴射を併用するD-4Sを採用した、新開発の3.5リッターV6がラインナップされている。この2つのエンジンは2WD/4WD、MT/ATのいずれでも選択が可能で、TRD仕様や装備の違いなども合わせて29のバリエーションが存在する。剛性を高めるためボディに超高強度鋼を採用しており、静粛性が大幅に改善している。
2022年10月5日、トヨタのカナダ法人が、2023年モデルを発表。一部仕様が変更され、ボディカラーにオレンジ系の新色としてソーラーオクタンをTRDプロの有償色として設定。

## モータースポーツ
CORRにて、トヨタはプロライト（小型二輪駆動）クラス向けの車両を「トヨタ・タコマ」の名で供給。1998年にはJohnny GreavesとJeff Kincaidのチームが20戦中19勝を上げて総合優勝している。
1998年のパイクスピーク・ヒルクライムアンリミテッドクラスでは、Rod Millen向けに開発された車両が「トヨタ・タコマ」の名で出走し、総合優勝を果たした。

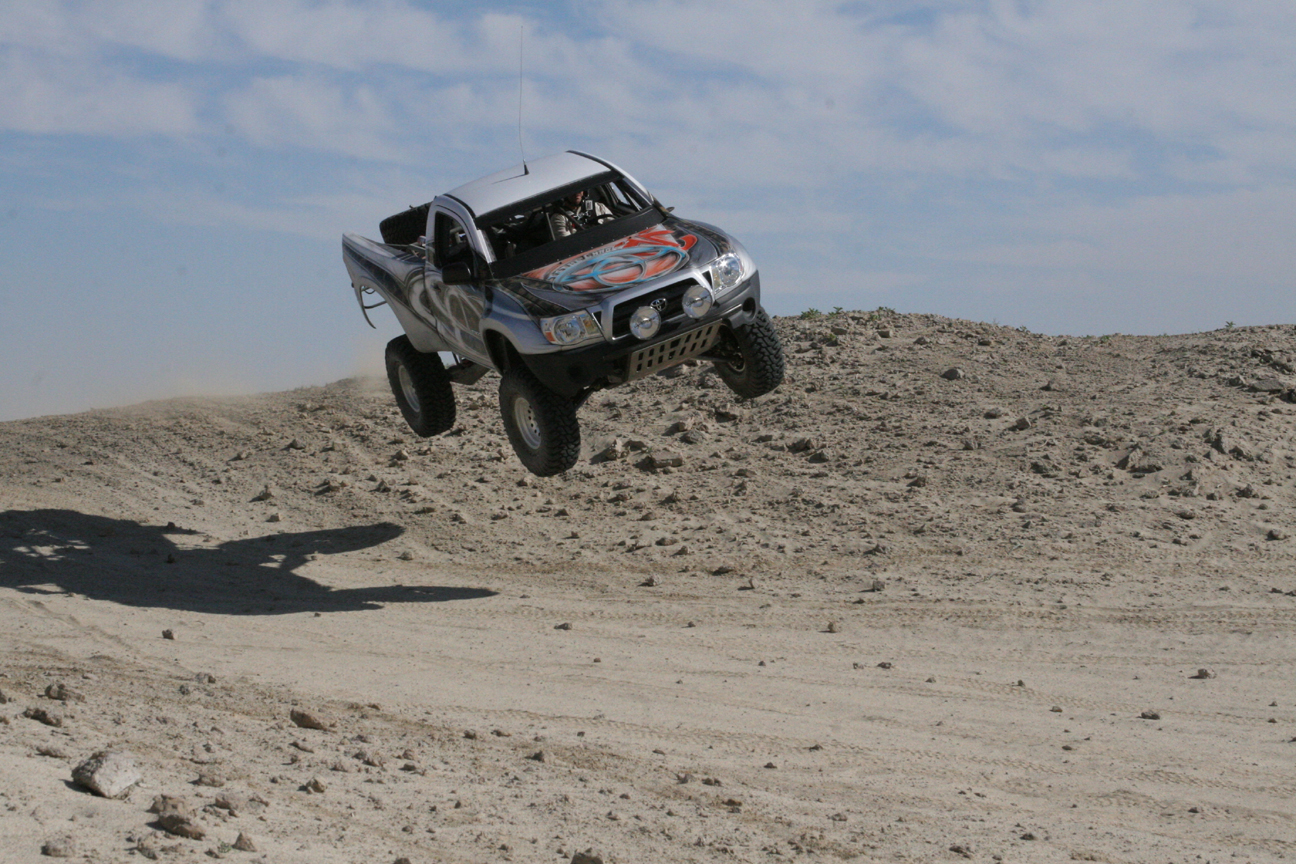
ラリーレイド仕様
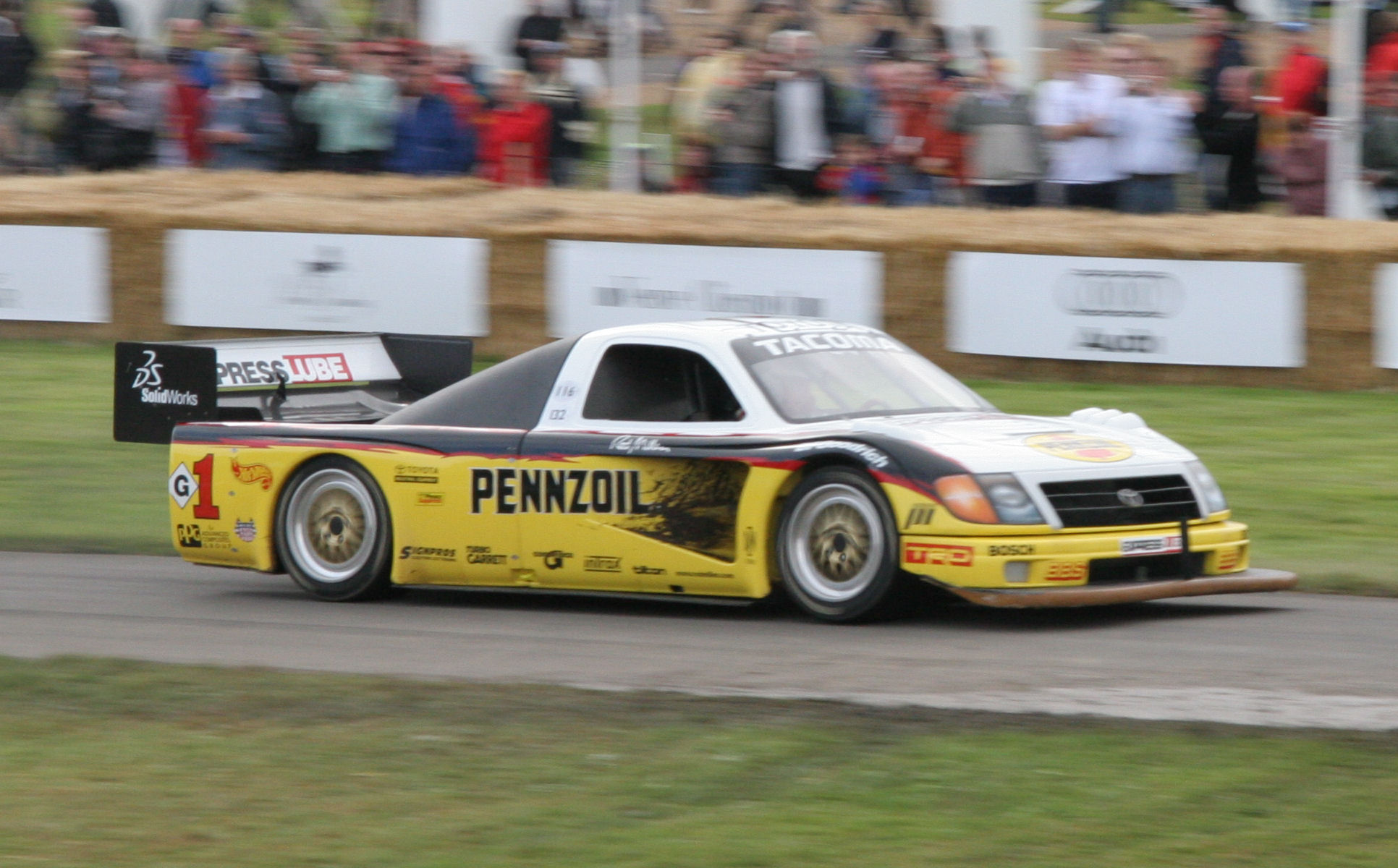
パイクスピーク向けに作られた「トヨタ・タコマ」